# Salvador Maluquer i Maluquer
Salvador Maluquer i Maluquer (Barcelona, 12 de juliol de 1926) és un ornitòleg català, fill del zoòleg Joaquim Maluquer i Nicolau. Va ser membre fundador de la Societat Espanyola d'Ornitologia, entitat que ha presidit des del 1972. També va presidir, el 1997, les primeres Jornades Ornitològiques dels Països Catalans.
Té la seva segona residència a Llafranc des de l'any 1975. La seva afició al col·leccionisme i l'interès per la Costa Brava i la seva història expliquen que hagi anat aplegant documents referents a Palafrugell i el seu entorn, que va cedir en donació a l'Arxiu Municipal de Palafrugell el 2012. Conté la documentació recollida relacionada amb la promoció turística especialment de Palafrugell, de la Costa Brava i de la província de Girona en general. La col·lecció de cartells són bàsicament de la Festa Major de Palafrugell i de la Festa Major de Llafranc.